# 李燮和

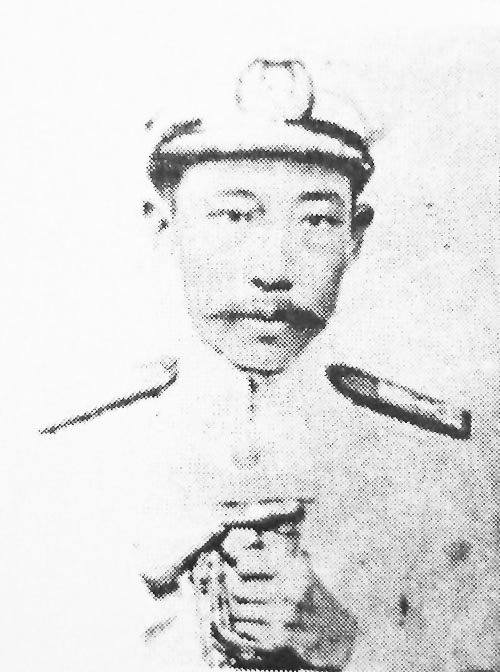
任长江水师总司令的李燮和

李燮和（1873年11月16日—1927年8月16日），名柱中，字燮和，別号代鈞，以字行，湖南安化县兰田镇（今属涟源市）人。中国民主革命家，中华民国政治人物。

## 生平

### 革命派的活動
1902年，李燮和为县学生员。1903年，李燮和就读于長沙求實書院，开始参加反清活動。1904年（光緒30年），他参与组织黄漢会。黄漢会是黄興、陳天華組織的華興会的外围团体。李燮和等人策划在长沙举行起义，但以失敗告終，李燮和转任宝庆中学堂教員，与谭人凤等策划宝庆起义，失败后他逃到长沙。1906年（光緒32年）春，李燮和任安化駐省城師範學堂教員，再度谋划長沙起義。起义消息被湖南巡撫龐鴻書偵知，密令按察使張鶴齡逮捕李燮和。幸亏張鶴齡故意泄密，李燮和逃亡到上海。
在上海他结识了陶成章，并经陶成章介绍加入光復会。李燮和随后潜赴日本，在警官学校学習，其间经黄興介紹加入中国同盟会。此后，李燮和在南洋活动，南洋文島濱港中華學堂和雙溪烈埠啟智學堂任教三年。其间他以教師身份为掩护，进行同盟会的宣传活動。通过他的努力，華僑越来越支持同盟会，南洋各地设立了同盟会分会。
1909年（宣統元年）9月，因在南洋筹集活动经費时发生争执，陶成章同孫文（孫中山）产生对立，陶成章脱离同盟会，重新恢复了光復会的活动。李燮和也回到光复会，任光復会的南部執行員（负责南洋的活動）。其后，因为李燮和同黄興的关係很深，故光复会在南洋的活動没有造成和同盟会完全決裂。此後，革命派积极筹集資金，准备相機回国参加起义。

### 辛亥革命及其後
1911年（宣統3年）10月武昌起義爆发，李燮和归国参加革命。李燮和被黎元洪任命为長江下遊招討使，救援上海的陳其美。在上海他曾策反吴淞军警。11月，陳其美一度被清軍捕获，李燮和随即率部隊救出陳其美，为滬軍都督府的成立作出了貢献。上海光复后，因受同盟会陈其美排挤，在吴淞另组建光复军，自任总司令，兼领吴淞军政分府，宣布归江苏都督程德全统辖。此后，武漢的革命派处境困难，李燮和任援鄂联軍总司令，前往救援。
1912年（民国元年），中華民国臨時政府在南京成立，李燮和被任命为光復軍北伐总司令。袁世凱任中华民国臨時大总統后，李燮和辞任。4月，南京留守黄興任命他为長江水師总司令，不久即辞任。
以後，李燮和离开政界。1913年3月，宋教仁被刺后，他由湖南经沪、宁至北京，以调和南北自任。后寓居北京。1915年（民国4年），应楊度的邀请，李燮和参加了拥护袁世凱称帝的籌安会。另一方面，他秘密帮助蔡鍔逃离北京，使其可以参加護国战争（第三革命），李燮和此時行動的本意并不清楚。
在護国軍的进攻及反袁舆论的压迫下，袁世凯取消帝制，翌年6月死去。由于帮助蔡鍔以及革命時代的功績，李燮和没有被问罪。但是李燮和自己却深感惭愧，完全隐居起来，以后不再问政。
1927年（民国16年）8月16日，他在故乡安化县（今隶属湖南省益阳市）去世。享年55岁（满53歳）。